# Snowboard nos Jogos Olímpicos de Inverno de 1998 - Halfpipe masculino
A competição do halfpipe masculino do snowboard nos Jogos Olímpicos de Inverno de 1998 ocorreu no dia 12 de fevereiro de 1998 na Kanbayashi Sports Park, em Yamanouchi.

## Medalhistas
| Ouro   | SUI Gian Simmen   |
| Prata  | NOR Daniel Franck |
| Bronze | USA Ross Powers   |

## Resultados

### Qualificação
| Pos. | Atleta                      | 1ª descida | 2ª descida | Notas |
| ---- | --------------------------- | ---------- | ---------- | ----- |
| 1    | FIN Markus Hurme            | 41.1       | —          | Q     |
| 2    | FRA Guillaume Chastagnol    | 40.2       | —          | Q     |
| 3    | FIN Jussi Oksanen           | 39.7       | —          | Q     |
| 4    | NOR Daniel Franck           | 39.6       | —          | Q     |
| 5    | FIN Aleksi Litovaara        | 39.0       | —          | Q     |
| 6    | SUI Fabien Rohrer           | 38.5       | —          | Q     |
| 7    | NOR Klas Vangen             | 38.3       | —          | Q     |
| 8    | FRA Jonathan Collomb-Patton | 38.2       | —          | Q     |
| 9    | CAN Brett Carpentier        | 36.3       | 41.8       | Q     |
| 10   | CAN Mike Michalchuk         | 32.3       | 41.4       | Q     |
| 11   | SUI Gian Simmen             | 34.0       | 39.8       | Q     |
| 12   | FIN Sebu Kuhlberg           | 33.4       | 39.7       | Q     |
| 13   | FRA Jean Baptiste Charlet   | 31.3       | 39.6       | Q     |
| 14   | USA Todd Richards           | 32.4       | 39.5       | Q     |
| 15   | USA Ross Powers             | 38.0       | 39.4       | Q     |
| 16   | SWE Jacob Söderqvist        | 30.9       | 39.2       | Q     |
| 17   | GER Xaver Hoffmann          | 28.3       | 38.2       |       |
| 18   | SWE Pontus Ståhlkloo        | 33.5       | 37.9       |       |
| 19   | ESP Íker Fernández          | 36.9       | 37.9       |       |
| 20   | NOR Kim Christiansen        | 38.1       | 37.7       |       |
| 21   | ESP Sergio Bartrina         | 27.5       | 37.4       |       |
| 22   | SWE Ingemar Backman         | 35.5       | 37.0       |       |
| 23   | SWE Fredrik Sterner         | 32.4       | 36.5       |       |
| 24   | AUT Max Ploetzeneder        | 35.1       | 35.9       |       |
| 25   | CAN Derek Heidt             | 35.6       | 35.8       |       |
| 25   | FRA Tony Vannucci Roos      | 36.2       | 35.8       |       |
| 27   | SUI Bertrand Denervaud      | 37.8       | 35.3       |       |
| 28   | JPN Takashi Nishida         | 32.2       | 33.4       |       |
| 29   | CAN Trevor Andrew           | 24.1       | 32.4       |       |
| 30   | JPN Makoto Takagaki         | 34.6       | 32.2       |       |
| 31   | SUI Patrik Hasler           | 32.6       | 32.1       |       |
| 31   | USA Ron Chiodi              | 29.0       | 32.1       |       |
| 33   | NOR Roger Hjelmstadstuen    | 35.2       | 31.3       |       |
| 34   | JPN Shinichi Watanabe       | 35.7       | 29.1       |       |
| 35   | POL Łukasz Starowicz        | 27.2       | 26.5       |       |
| 36   | JPN Takamasa Imai           | 24.4       | 24.4       |       |

### Final
| Pos.              | Atleta                      | 1ª descida | 2ª descida | Pontos |
| ----------------- | --------------------------- | ---------- | ---------- | ------ |
| Medalha de ouro   | SUI Gian Simmen             | 43.8       | 41.4       | 85.2   |
| Medalha de prata  | NOR Daniel Franck           | 38.1       | 44.3       | 82.4   |
| Medalha de bronze | USA Ross Powers             | 40.3       | 41.8       | 82.1   |
| 4                 | SUI Fabien Rohrer           | 36.4       | 42.3       | 78.7   |
| 5                 | FRA Guillaume Chastagnol    | 37.8       | 40.5       | 78.3   |
| 6                 | SWE Jacob Söderqvist        | 38.3       | 39.5       | 77.8   |
| 7                 | FIN Sebu Kuhlberg           | 36.8       | 39.8       | 76.6   |
| 8                 | CAN Mike Michalchuk         | 38.6       | 37.4       | 76.0   |
| 9                 | CAN Brett Carpentier        | 43.3       | 32.3       | 75.6   |
| 10                | FRA Jonathan Collomb-Patton | 36.2       | 39.3       | 75.5   |
| 11                | FIN Jussi Oksanen           | 33.5       | 40.1       | 73.6   |
| 12                | FRA Jean Baptiste Charlet   | 35.8       | 37.6       | 73.4   |
| 13                | FIN Markus Hurme            | 38.9       | 34.1       | 73.0   |
| 14                | FIN Aleksi Litovaara        | 32.4       | 39.5       | 71.9   |
| 15                | NOR Klas Vangen             | 33.0       | 37.9       | 70.9   |
| 16                | USA Todd Richards           | 30.1       | 39.5       | 69.6   |

Legenda
| Recorde mundial      | Recorde mundial (World record)               |                       | Recorde africano                      | Recorde africano (African) |                                           | Q | Classificado por posição (Qualified) |
| Recorde olímpico     | Recorde olímpico (Olympic record)            | Recorde da América    | Recorde da América (Americas)         | q                          | Classificado por melhor tempo (Qualified) |   |                                      |
| Melhor marca do ano  | Melhor marca do ano (World leading)          | Recorde asiático      | Recorde asiático (Asian)              | DNS                        | Não largou (Did not start)                |   |                                      |
| Recorde nacional     | Recorde nacional (National record)           | Recorde europeu       | Recorde europeu (European)            | DNF                        | Não terminou (Did not finish)             |   |                                      |
| Recorde pessoal      | Recorde pessoal do atleta (Personal best)    | Recorde da Oceania    | Recorde da Oceania (Oceania)          | DSQ / DQ                   | Desclassificado (Disqualified)            |   |                                      |
| Recorde da temporada | Recorde da temporada do atleta (Season best) | Recorde sul-americano | Recorde sul-americano (South America) | NM                         | Sem marca (No mark)                       |   |                                      |